# Хазин, Андрей Леонидович
Андре́й Леони́дович Ха́зин (род. 1 февраля 1969, Москва) — российский учёный-историк и искусствовед, педагог, государственный и общественный деятель. Ректор РГСУ с 7 февраля 2023 года.
Академик РАХ (2012). Профессор МГУ им. Ломоносова (с 2012 г.). Лауреат премии ЮНЕСКО. Председатель общественного совета Общероссийской общественной организации «Ассоциация юристов России» (с 2005 г.). Член Высшего совета партии «Единая Россия».

## Биография
Окончил Санкт-Петербургский институт внешнеэкономических связей, экономики и права (специальность «Финансы и кредит»).

### Научно-педагогическая деятельность
С 1989 года работал в образовательных и научных учреждениях. В 2006—2012 годах — профессор НИУ-ВШЭ, с 2012 года — профессор, заведующий кафедрой стратегических коммуникаций, далее — член ученого совета, проректор МГУ им. М. В. Ломоносова. Кандидат исторических наук (2009, диссертация «Становление наградной системы России в конце XVII—XVIII вв.»; научный руководитель Р. Г. Пихоя, официальные оппоненты Н. А. Соболева и А. В. Кибовский). В 2012 году избран действительным членом Российской академии художеств по Отделению искусствознания. 21 декабря 2021 года назначен исполняющим обязанности ректора Российского государственного социального университета
В 1990-х годах занимал руководящие должности в различных инвестиционных и финансовых институтах, был главным редактором и руководителем издательств, занимающихся выпуском научной и педагогической литературы («Книжный двор МГУ» и др.).
Основные труды: по наградным системам, наградным знакам, медалям, геральдике, военной истории, истории военного костюма и военной организации государства, истории органов государственного управления, социальным иерархическим системам, коммуникативным системам.
Читает лекционные курсы по военной истории, истории наградных знаков и систем, историческому костюму в ряде российских и иностранных университетов и военных академий. Привлекается в качестве эксперта рядом ведущих российских и зарубежных музеев (ГИКМЗ «Московский Кремль», ГИМ, ЦМ ВС РФ, ЦВММ и др.) для проведения атрибуции наградных знаков, униформ и исторического оружия, идентификации изображённых на портретах и др.
С 2012 по 2021 год был ведущим еженедельной передачи «Ордена» на радиостанции «Эхо Москвы».

### Государственная и общественная деятельность
С февраля 2004 года — член Совета Федерации Федерального Собрания Российской Федерации — представитель от Костромской областной Думы. Председатель Комиссии СФ по вопросам гуманитарного и технического сотрудничества.
С июня 2006 года по май 2011 года — член Совета Федерации Федерального Собрания Российской Федерации — представитель от Законодательного Собрания Кировской области. Заместитель председателя Комитета Совета Федерации по экономической политике, предпринимательству и собственности. Председатель Комиссии Совета Федерации по анализу правоприменительной практики в сфере законодательства Российской Федерации по вопросам собственности.
Член Высшего совета всероссийской политической партии «Единая Россия», координатор детских программ ВПП «Единая Россия».
Председатель общественного совета Общероссийской общественной организации «Ассоциация юристов России».
С 1997 года является председателем попечительского совета Культурного центра и Московского международного фестиваля искусств им. С. Михоэлса.
Координатор с российской стороны мемориального проекта, посвящённого крейсеру «Варяг».
С 1998 года руководит рядом проектов в области культуры и гуманитарных наук под патронажем Президента Российской Федерации и ЮНЕСКО («Марафон Победы», «Культура без границ» и др.).

## Членство
- Член Комиссии при Президенте Российской Федерации по государственным наградам[13].
- Член Рабочей группы при Президенте РФ по вопросам восстановления объектов культурного наследия религиозного назначения, иных культовых зданий и сооружений[14].
- Член Совета при Президенте РФ по делам казачества[15].
- Член Государственной Комиссии по подготовке к празднованию 200-летия победы России в Отечественной войне 1812 г.[16]
- Член Ученого совета МГУ имени М. В. Ломоносова[17].
- Член Геральдического Совета при Президенте РФ[18].

Учился в московской школе № 57 с рядом известных учёных, общественных деятелей и бизнесменов.
Коллекционер-фалерист (наиболее полные в мире собрания орденских знаков европейских империй). В 2015 году представил свою коллекцию на выставке «Рыцарские Ордена Европы» в Музеях Московского Кремля.

## Семья и личная жизнь
Дед Григорий Лейзерович Хазин (1913—1978) — инженер, доктор технических наук, лауреат Сталинской премии (1949).
Отец Леонид Григорьевич Хазин (1938—1986) — кандидат физико-математических наук, ведущий научный сотрудник Института прикладной математики АН СССР.
Брат Михаил (род. 1962) — российский экономист, публицист, руководитель компании экспертного консультирования «Неокон».
Дети: Арсений и Маргарита.

## Награды

### Государственные награды России
- Орден «За заслуги перед Отечеством» III степени (1 февраля 2025) — за большой вклад в реализацию общественно значимых проектов и многолетнюю добросовестную работу[26].
- Орден «За заслуги перед Отечеством» IV степени (23 августа 2010) — за большой вклад в развитие парламентаризма и совершенствование законодательства Российской Федерации[27].
- Орден Александра Невского (1 декабря 2015) — за большие заслуги в развитии отечественной культуры и искусства, многолетнюю плодотворную деятельность[28].
- Орден Почёта (18 июля 2005) — за активное участие в законотворческой деятельности и многолетнюю плодотворную работу[29].
- Орден Дружбы (6 февраля 2021) — за большой вклад в развитие отечественной культуры и искусства, многолетнюю плодотворную деятельность[30]

### Поощрения Президента и Правительства России
- Почётная грамота Президента Российской Федерации (21 августа 2009) — за активное участие в подготовке и осуществлении доставки исторических реликвий крейсера «Варяг» в Россию[31].

### Негосударственные награды
- Премия «Пять континентов» ЮНЕСКО за выдающийся вклад в международное культурное сотрудничество (2013);
- Почетный гражданин г. Инчхон (Республика Корея) (2013);
- Орден Святой Анны II степени (Российский императорский дом, 2011);
- Высшая награда г. Нью-Йорка «Хрустальное яблоко» (2003);
- Человек года. Ежегодный рейтинг Rambler. 2004;
- Персона года. Ежегодная международная премия. Номинация: За вклад в патриотическое воспитание и восстановление исторической справедливости. 2009.
- Почётный знак губернатора Костромской области «За благотворительность» за благотворительную деятельность на территории области, существенный вклад в развитие и поддержание социально-культурных объектов в сферах здравоохранения, образования, культуры, спорта, духовного развития личности, социальной поддержки граждан указом Губернатора Костромской области № 136 от 27.07.2015 г.;
- Национальная премия «Золотая идея» за вклад в пропаганду военно-технического сотрудничества, рекламную и информационную поддержку экспорта продукции военного назначения (2014);
- Юбилейная медаль «70 лет атомной отрасли России» (2015).

### Конфессиональные награды
- Орден преподобного Сергия Радонежского II степени;
- Орден святого благоверного князя Даниила Московского III степени;

## Труды
Автор и научный редактор книг:
- А. Л. Хазин Icons of Russia. Russia’s brand book, 2011. — 192 с.: илл.
- Под научной редакцией А. Л. Хазина. Ближняя дача Сталина. Опыт исторического путеводителя, 2011. — 535 с.: илл. — ISBN 978-5-9697077-5-7
- Под научной редакцией А. Л. Хазина. Колыбель Дома Романовых, 2008. — 416 с.: илл. — ISBN 978-5-94431-267-9
- А. Л. Хазин Российский Дальний Восток. Путеводитель, 2010. — 400 с. — ISBN 978-5-9902342-1-5
- Шеф-редактор А. Л. Хазин «Российское казачество»: ежемесячный публицистический, культурно-просветительский журнал.
- Под научной редакцией А. Л. Хазина. Сергей Дмитриевич Меркуров: Воспоминания. Письма. Статьи. Заметки. Суждения современников, 2012. — 527с.: илл. — ISBN 978-5-9902342-8-4
- Под научной редакцией А. Л. Хазина. В память столетнего юбилея Отечественной войны.
- Под научной редакцией А. Л. Хазина. Наполеон. Русский взгляд, 2012. — 280 с.: илл. — ISBN 978-5-905353-02-4
- А. Л. Хазин, А. В. Кибовский. Казачьи войска: высшее руководство, формы одежды, строевое оружие, 2010. — 56 с.
- А. Л. Хазин. Обретение Россией реликвий крейсера «Варяг» и канонерской лодки «Кореец», 2010. — 73 с. — ISBN 978-5-4465033-9-1
- А. Л. Хазин. Icons of Japan. Japan’s brand book, 2013. — 188 с.: илл. — ISBN 978-5-9053531-7-8
- А. Л. Хазин, С.В. Девятов, В.Н. Игнатенко и др. Книга о России. Icons of Russia [32], 2014. — 234 с.: илл.  — ISBN 978-5-905353-18-5
- А. Л. Хазин. Книга об Австрии [Icons of Austria. Austria´s Brand Book], 2014. — 200 с.: илл. — ISBN 978-5-9054636-9-3
- А. Л. Хазин. Icons of Armenia — Armenia’s brand book, 2014. — 248 с.: илл. — ISBN 978-5-4386054-4-7
- А. Л. Хазин. Книга о Франции [Icons of France. France´s Brand Book], 2014. — 200 с.: илл. — ISBN 978-5-9054637-5-4
- А. Л. Хазин. Icons of Azerbaijan — Azerbaijan´s Brand Book, 2014. — 200 с.: илл. — ISBN 978-5-4253065-1-7
- А. Л. Хазин. Книга о Китае. Icons of China, 2014. — 288 с.: илл. — ISBN 978-5-4386058-4-3
- А. Л. Хазин. Символы Москвы. Художественно-энциклопедический альбом. Составитель А. Л. Хазин, 2014. — 260 с.: илл. — ISBN 978-5-9054636-6-2
- А. Л. Хазин. УМПО: 90 лет на высоте, 2015. — 176 с.: илл. — ISBN 978-5-9906771-6-6
- А. Л. Хазин. Символы Росатома, 2015. — 224 с.: илл. — ISBN 978-5-4465075-6-6
- Ордена и медали: в 6 т./под ред. А. Л. Хазин [и др.], 2016. — ISBN 978-5-906930-00-2
- А. Л. Хазин. Россия. Дальний Восток, 2016. — 164 с.: илл. — ISBN 978-5-9908588-6-2
- А. Л. Хазин. Россия. Крым, 2016. — 188 с.: илл. — ISBN 978-5-9908588-7-9
- А. Л. Хазин. Фестиваль «Спасская башня», 2017. — 248 с.: илл. — ISBN 978-5-9069303-1-6
- А. Л. Хазин. Высшие ордена Пруссии. Из коллекции Андрея Хазина. Календарь 2018. — М., 2017. — 13 с.
- А. Л. Хазин. BRICS | Взгляд из России: Бразилия. — М., 2020. — 168 с.: илл. — ISBN 978-5-6045222-1-9
- А. Л. Хазин. BRICS | Россия. — М., 2020. — 224 с.: илл. — ISBN 978-5-6045222-2-6
- А. Л. Хазин. BRICS | Взгляд из России: Индия. — М., 2020. — 200 с.: илл. — ISBN 978-5-6045222-3-3
- А. Л. Хазин. BRICS | Взгляд из России: Китай. — М., 2020. — 156 с.: илл. — ISBN 978-5-6045222-4-0
- А. Л. Хазин. BRICS | Взгляд из России: ЮАР. — М., 2020. — 152 с.: илл. — ISBN 978-5-6045222-5-7
- A. L. Khazin. BRICS | A View from Russia: Brazil. — Moscow, 2020 — 168 p. — ISBN 978-5-6045222-7-1
- A. L. Khazin. BRICS | Russia. — Moscow, 2020 — 224 p. — ISBN 978-5-6045222-8-8
- A. L. Khazin. BRICS | A View From Russia: India. — Moscow, 2020 — 200 p. — ISBN 978-5-6045222-9-5
- A. L. Khazin. BRICS | A View from Russia: China. — Moscow, 2020 — 156 p. — ISBN 978-5-6045223-0-1
- A. L. Khazin. BRICS | A View From Russia: South Africa. — Moscow, 2020 — 152 p. — ISBN 978-5-6045223-1-8